# Fast Food Nation
Fast Food Nation ist die fiktionalisierte filmische Umsetzung des gleichnamigen Sachbuch-Bestsellers von Eric Schlosser. Regie führte Richard Linklater, der auch am Drehbuch mitarbeitete. Der Episodenfilm dokumentiert anhand der fiktiven Burgerkette Mickey’s die Schattenseiten von Fast-Food-Ketten. Die Uraufführung dieses US-amerikanischen Films fand am 19. Mai 2006 im Rahmen des Wettbewerbs bei den Filmfestspielen in Cannes statt. Kinostart in Deutschland war der 1. März 2007.

## Handlung
Eines Tages untersuchen ein paar Studenten der Lebensmitteltechnik, Fachbereich Mikrobiologie, diverse Burgerbratlinge (Patties) für ihre Forschungen und stellen dabei fest, dass übermäßig viele Kolibakterien in das Fleisch des beliebtesten Hamburgers Mickey’s „The Big One“ gelangten. Don Henderson, Chef der Marketing-Abteilung der US-amerikanischen Fastfood-Restaurantkette Mickey’s, soll daraufhin herausfinden, warum ihr Verkaufsschlager so übermäßig stark belastet ist, um so einem möglichen Skandal zu entgehen.
Seine Reise führt ihn zunächst nach Colorado, wo er seine Recherchen mit der Besichtigung der Massentierhaltung beginnt. Später nimmt er die Uni-Globe-Fleischfabrik (UMP) in Augenschein, jenen Ort, an dem alle „The-Big-One“-Bratlinge für Mickey’s produziert werden. Er entdeckt eine gut organisierte und ökonomische Fabrikation, die augenscheinlich alle Gesetzesauflagen einhält, bei der aber auch unzählige illegal eingewanderte Mexikaner, wie Coco und Sylvia, unter inhumanen Bedingungen schuften.
Dann lernt der Marketingchef den Rancher Rudy kennen, der ihn auf eine Tour mitnimmt und ihn dabei einer Art „Aufklärung“ unterzieht. Der Grund für die miserable Qualität des Burgerfleisches ist seiner Meinung nach die Profitgier der Arbeitgeber, die die Umstände der Produktion (Zeitdruck, brutale Schlachtmethoden, unausgebildete Arbeiter, unzureichende Arbeitssicherheit) billigend in Kauf nehmen und so für die Qualität der Burger verantwortlich sind. Fortan verändert sich Hendersons eigene Sichtweise auf die Burger-Kette, wie auch auf die Fast-Food-Industrie überhaupt. Daraufhin reist Henderson zurück nach Kalifornien, ohne jedoch seine Vorgesetzten über die Geschehnisse zu informieren.
Parallel zum ersten Handlungsstrang werden im Film auch die illegalen Einwanderer aus Mexiko thematisiert, deren Wege sich mit Don Henderson ständig kreuzen. Anhand ihres Beispiels wird gezeigt, unter welchen Bedingungen sie in die Vereinigten Staaten gelangten und in der eher feindlich gesinnten Gegend aufgenommen werden, aber letztendlich dennoch scheitern. Sie alle sind, wie die meisten Bewohner um die Fleischfabriken, direkt oder indirekt von der Burgerproduktion abhängig. Coco arbeitet mit Raul in der Schlachterei und verliebt sich später in den Vorarbeiter, der sie drogenabhängig macht. Raul verunglückt hingegen während der Arbeitszeit, doch die Schlachterei weigert sich für die Behandlungskosten aufzukommen, da sie einen fingierten Bluttest nachweisen kann, der eine Einnahme von unzulässigen Amphetaminen bescheinigt. In ihrer Not muss Sylvia gegen Ende des Films ebenfalls in der von ihr ungeliebten Schlachtfabrik arbeiten.

## Besetzung
Richard Linklater konnte für seinen Film einige bekannte Schauspieler gewinnen. Neben Bruce Willis, Kris Kristofferson, Greg Kinnear, Patricia Arquette und Ethan Hawke spielen auch Catalina Sandino Moreno und Bobby Cannavale mit.
Die kanadische Rocksängerin Avril Lavigne ist in einer kleinen Nebenrolle zu sehen. Sie spielt in ihrer ersten Filmrolle einen Teenager, der vergeblich Kühen in die Freiheit verhelfen will.

## Kritik
Das Lexikon des internationalen Films urteilt: „Weichgespülter Protest im Gewand eines publikumsnahen Mainstream-Films, der sich zu sehr in Widersprüchlichkeiten verstrickt und weitgehend in Hilflosigkeit endet.“
Renée Wieder schrieb in TV digital, der Film zeige gnadenlos ironisch Schwarzarbeit, Fahrlässigkeit und Korruption, für die Würze sorgten jede Menge Gaststars.
Das Fazit der TV Spielfilm spricht von einem großartigen Ensemble, klugen Denkanstößen und einer emotionalen Tiefe.

## Auszeichnungen
Fast Food Nation war bei den 59. Internationalen Filmfestspielen von Cannes für die Goldene Palme nominiert.